# Mykola Oleksandrovich Shchors
Mykola Oleksandrovich Shchors (tiếng Ukraina: Микола Олександрович Щорс, 6 tháng 6 [lịch cũ 25 tháng 5] năm 1895 – ngày 30 tháng 8 năm 1919) là một tư lệnh Hồng quân Liên Xô vang danh trong thời Nội Chiến Nga.

## Xuất thân
Nikolay Shchors sinh ra ở làng Snovsk của Gorodnya uyezd (Chính quyền Chernigov) trong một gia đình kulaks. Theo sử sách chính thức của Liên Xô, Aleksandr Nikolayevich là cha của ông, hành nghề là một kỹ sư đầu máy đến từ thị trấn Stowbtsy (Thống đốc Minsk) "để tìm kiếm cuộc sống tốt hơn" ở Snovsk, nơi mà ông có thể xây dựng ngôi nhà của riêng mình (kể từ tháng 8 năm 1939 - a bảo tàng tưởng niệm). Nikolay Shchors là con lớn nhất trong số các anh chị em khác của ông: Konstantin (1896–1979), Akulina (1898–1937), Yekaterina (1900–1984), Olga (1900–1985). Năm 1905, Nikolay ghi danh vào một trường học của giáo xứ. Năm 1906, mẹ của Nikolay là Aleksandra Mikhailovna Tabelchuk mất do mất nhiều máu khi sinh một đứa con. Khoảng sáu tháng sau cái chết của vợ, cha của Nikolay tái hôn, lần này là với Maria Konstantinovna Podbelo. Aleksandr và Maria có thêm năm người con: Grigori, Zinaida, Boris, Raisa và Lidia. Năm 1909 Nikolai Shchors tốt nghiệp trường nhà thờ của mình.

## Thế chiến thứ nhất
Năm 1910 Shchors ghi danh vào một trường cao đẳng quân y (uchilishche) ở Kiev, được thành lập năm 1833 và được coi là một trong những trường tốt nhất.[ bởi ai? ] [ cần dẫn nguồn ] Trường thường có con em của các quân nhân đã nghỉ hưu theo học. Trong số một số sinh viên tốt nghiệp có Ivan Ohienko, Ostap Vyshnya, Mykhailo Donets, và những người khác. Học bổng của tiểu bang cho phép ghi danh miễn phí mà phải hoàn trả bằng cách phục vụ tình nguyện viên trong quân đội. Shchors tốt nghiệp trường năm 1914 và khi nhận được cấp bậc y sĩ cơ sở được chuyển đến Quân khu Vilna. Vào tháng 9 năm 1914 khi Đế quốc Nga bị lôi kéo vào Thế chiến thứ nhất, Shchors ra tiền tuyến như một phần của Sư đoàn Pháo binh Hạng nhẹ số 3 gần Vilno, nơi ông phục vụ như một trợ lý y tế. Trong một trận chiến, anh bị thương và được di tản khỏi khu vực để hồi phục.
Sau khi phục hồi vào năm 1916, các Shchors 21 tuổi ghi danh vào chương trình tăng tốc bốn tháng tại Trường Quân sự Vilnius đã được sơ tán để Poltava vào năm 1915. Nhà trường đang chuẩn bị unter-cán bộ và praporshchiks người chuyên trong chiến thuật, chuyển hướng, và chiến tranh chiến hào. Khi tốt nghiệp vào tháng 5 năm 1916, Shchors lúc đầu được gửi làm praporshchik cho một trung đoàn dự bị ở thành phố Simbirskvà chỉ trong tháng 9 cùng năm đó, ông được điều động đến Trung đoàn 335 Anapa thuộc Sư đoàn bộ binh 84 (Phương diện quân Tây Nam). Vì lòng can đảm và kiến thức chiến thuật của mình, Shchors sớm được thăng cấp bậc trung úy (podporuchik). Tuy nhiên, chiến tranh chiến hào đã để lại dấu ấn trong sức khỏe của ông khi ông bị chẩn đoán mắc bệnh lao và một lần nữa được điều về hậu phương.

## Thời kì cách mạng
Sau khi hồi phục vào ngày 30 tháng 12 năm 1917 tại bệnh viện Simferopol City, Shchors được xuất ngũ vì vấn đề sức khỏe và vào đầu năm 1918, ông trở về quê nhà Snovsk. Tình cờ, kể từ tháng 1 năm 1918, chính phủ Nga Xô viết bắt đầu gây hấn quân sự chống lại Cộng hòa Nhân dân Ukraine với cáo buộc rằng nước này đã phá hoại tiền tuyến với Quân đội Đế quốc Nga và cản trở các cuộc diễn tập quân sự của Hồng quân. Trong vòng chưa đầy ba tuần, Hồng vệ binh đã chiếm phần lớn Tả ngạn Ukraine. Ngay trước cuộc bầu cử vào Quốc hội lập hiến Ukraina, Hồng quân củaMikhail Muravyov chinh phục Kiev. Chính phủ Ukraine đang kêu gọi các cường quốc nước ngoài cung cấp viện trợ quân sự và cuối cùng đã tìm thấy ở các cường quốc Trung tâm đang mong muốn hợp tác để tiêu diệt Cách mạng Nga.
Một thời gian sau khi đến quê hương của mình, ông đã quen với chủ tịch của một người địa phương Cheka Fruma Rostova (tên thật là Khaikina) mà ông kết hôn vào mùa thu năm 1918. Fruma ở những năm đầu 20 đã tiến hành cái gọi là "dọn dẹp" (zachistka) trong khu vực, một thuật ngữ Cheka không rõ ràng. Đồng thời trong khoảng thời gian đó, Shchors cũng được kết nạp vào Đảng Cộng sản Nga (bolshevik). Vào tháng 3 - tháng 4 năm 1918, ông chỉ huy một đội liên hợp của quận Novozybkovsky chiến đấu chống lại Quân đội Ukraine và quân đội Đức như một bộ phận của Sư đoàn nổi dậy số 1. Vào tháng 9 năm 1918, ông thành lập Trung đoàn Bohun số 1 và lãnh đạo nó chống lại các lực lượng Đức đang chiếm đóng và Nhà nước Ukraine được hỗ trợ từ bên ngoàiquân đội. Vào tháng 11 năm 1918, ông nắm quyền chỉ huy lữ đoàn 2 của sư đoàn 1 Ukraina Xô Viết (trung đoàn Bohun và Tarashcha) và đánh chiếm Chernihiv, Kiev và Fastiv từ Danh mục Ukraina. Ngày 5 tháng 2 năm 1919 Shchors được bổ nhiệm làm thị trưởng Kiev.

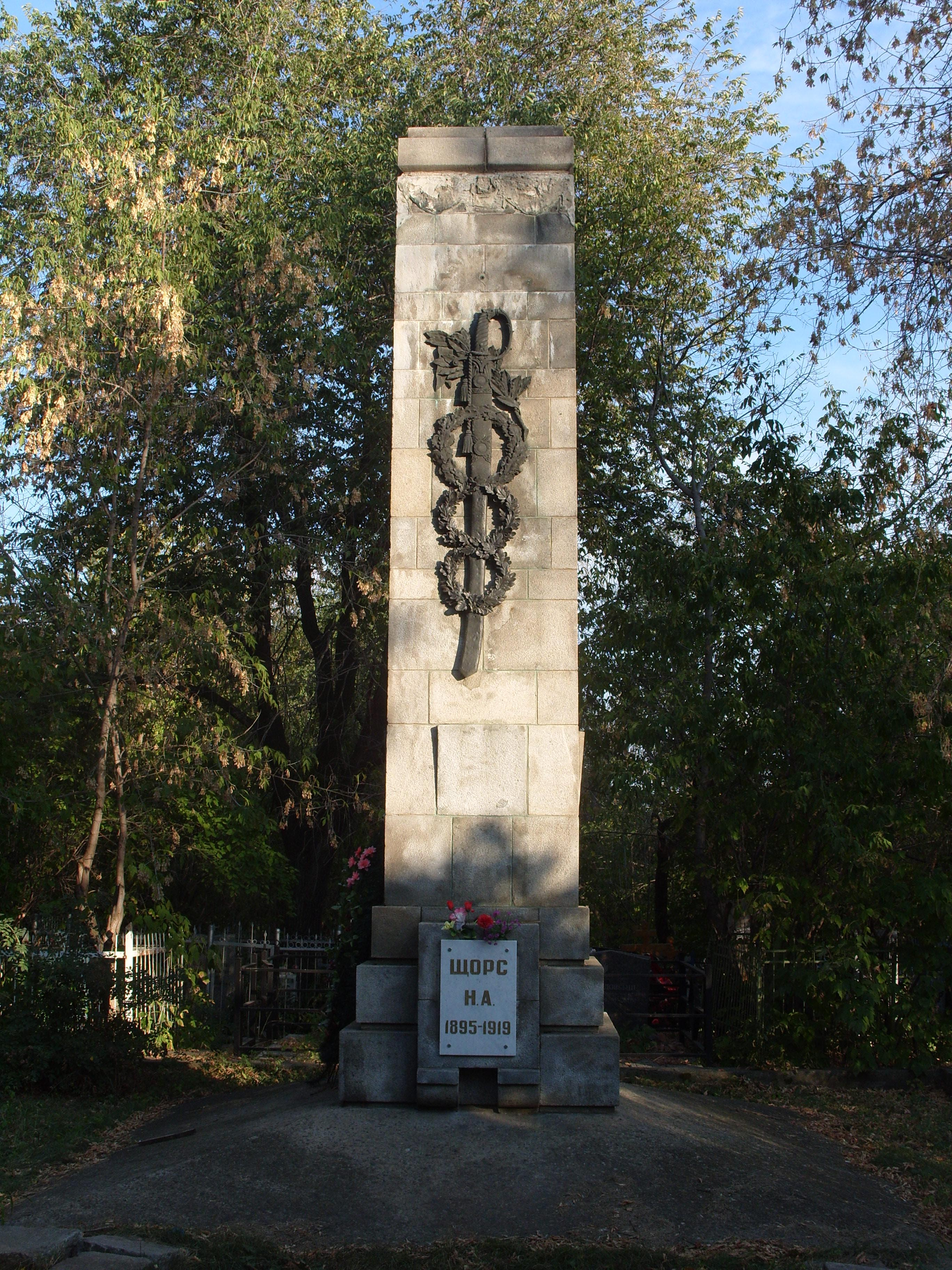
Mộ đài tưởng niệm ở Samara.

Trong khoảng thời gian từ ngày 6 tháng 3 đến ngày 15 tháng 8 năm 1919 Shchors lại dẫn đầu sư đoàn 1 của Liên Xô Ukraine trong cuộc tấn công dồn dập và giành quyền kiểm soát Zhytomyr, Vinnytsia và Zhmerynka từ người đứng đầu Cộng hòa Nhân dân Ukraine Symon Petliura. Sau đó, ông dứt khoát bảo vệ các lực lượng chính của Petliura gần Sarny - Rivne - Brody - Proskuriv.
Vào mùa hè năm 1919, quân đội Ba Lan bắt đầu một cuộc tấn công lớn. Shchors cố gắng giữ phòng tuyến gần Sarny - Novohrad-Volynsky - Shepetivka, nhưng buộc phải rút lui về phía đông bởi quân đội Ba Lan đông đảo hơn, được huấn luyện nhiều hơn và được trang bị vật chất nhiều hơn. Sư đoàn 1 của Liên Xô Ukraine được hợp nhất với Sư đoàn 44 súng trường và Shchors được bổ nhiệm làm chỉ huy mới. Dưới sự chỉ huy của ông, sư đoàn đã bảo vệ ngã ba đường sắt Korostensky cho phép sơ tán Kiev và thoát khỏi vòng vây của nhóm phía nam của Tập đoàn quân 12.
Theo một phiên bản chính thức, trong khi chiến đấu ở tiền tuyến của trung đoàn Bohun, Shchors đã bị giết trong hoàn cảnh rất khó hiểu gần làng Biloshytsi ở Zhytomyr Oblast vào ngày 30 tháng 8 năm 1919. Tuy nhiên, theo phiên bản của sinh viên lịch sử địa phương người Ukraine Holovatyi, Shchors bị giết bởi một chính ủy của Sư đoàn 12 gần Korosten sau quyết định của hội đồng quân nhân Cách mạng.  Shchors được chôn cất ở Samara, xa chiến trường, vì những lý do không rõ ràng.
Tên thời con gái của góa phụ Shchors là Fruma Khaikina. Tên cách mạng của cô là Rostova, theo tên nữ anh hùng của Chiến tranh và Hòa bình, Natasha Rostova. Con gái của họ đã kết hôn là nhà vật lý Xô viết Isaak Khalatnikov.

## Trong văn hóa đại chúng
Năm 1939, Aleksandr Dovzhenko làm một bộ phim mang tên Shchors, được trao Giải thưởng Nhà nước của Liên Xô năm 1941. Yevgeny Samoylov đóng vai Shchors trong phim. Một bài hát nổi tiếng của Liên Xô, "Bài hát về Shchors", được sáng tác bởi Matvey Blanter, tác giả của " Katyusha ", và nhà thơ Mikhail Golodny  [ ru ].